# ويثيل (كورنوال)
ويثيل (بالإنجليزية: Withiel)‏ هي قرية وأبرشية مدنية تقع في المملكة المتحدة في إنجلترا. يقدر عدد سكانها بـ 329 نسمة .